# Армёнки (железнодорожная станция)
Армёнки — железнодорожная станция (тип населённого пункта) в Нерехтском районе Костромской области. Входит в состав Ёмсненского сельского поселения.

## География
Находится в юго-западной части Костромской области на расстоянии приблизительно 18 км на юго-восток по прямой от районного центра города Нерехта у железнодорожной линии Нерехта-Фурманов, прилегает с северо-востока к деревне Клементьево. 

## Население
Постоянное население составляло 14 человек в 2002 году (русские 100 %), 3 в 2022.